# Marek Matějovský
Marek Matějovský (Brandýs nad Labem-Stará Boleslav, República Checa, 20 de diciembre de 1981) es un futbolista checo. Juega de centrocampista y su primer equipo fue el FK Mladá Boleslav.

## Trayectoria
Matějovský empezó su carrera profesional en el FK Mladá Boleslav. Le costaba entrar en las convocatorias, así que en 2001 prueba suerte en el FK Jablonec 97. En este equipo tampoco disfrutó de muchos minutos (jugó 6 partidos de liga en dos temporadas).
En la temporada 03-04 regresa al FK Mladá Boleslav y poco a poco se va convirtiendo en uno de los futbolistas titulares hasta llegar a captián del equipo en 2006. En 2004 ayuda al equipo a ascender a la Gambrinus liga.
En enero de 2008 fichó por el Reading inglés.

## Selección nacional
Ha sido internacional con la selección de fútbol de la República Checa en 15 ocasiones. Su debut como internacional se produjo el 7 de febrero de 2007 en un partido amistoso contra Bélgica.
Participó con su selección en la Eurocopa de Austria y Suiza de 2008 disputando dos encuentros.

## Clubes
| Club              | País            | Año       |
| ----------------- | --------------- | --------- |
| FK Mladá Boleslav | República Checa | 1999-2001 |
| FK Jablonec 97    | República Checa | 2001-2003 |
| FK Mladá Boleslav | República Checa | 2003-2008 |
| Reading FC        | Inglaterra      | 2008-2010 |
| Sparta de Praga   | República Checa | 2010-2017 |
| FK Mladá Boleslav | República Checa | 2017-     |